# Science-Fiction-Jahr 1995
Übersicht

◄◄ | ◄ | 1991 | 1992 | 1993 | 1994 | Science-Fiction-Jahr 1995 | 1996 | 1997 | 1998 | 1999 | ► | ►►

Weitere Ereignisse

## Ereignisse
- Am 5. Mai wird der Santilli-Film Vertretern der Presse gezeigt. Dieser Film zeigt die scheinbare Autopsie des Roswell Aliens.